# Бершвайлер-бай-Кирн
Бершвайлер-бай-Кирн (нем. Berschweiler bei Kirn) — община в Германии, в земле Рейнланд-Пфальц.
Входит в состав района Биркенфельд. Подчиняется управлению Херрштайн. Население составляет 275 человек (на 31 декабря 2010 года). Занимает площадь 7,55 км².